# Metamorfoser

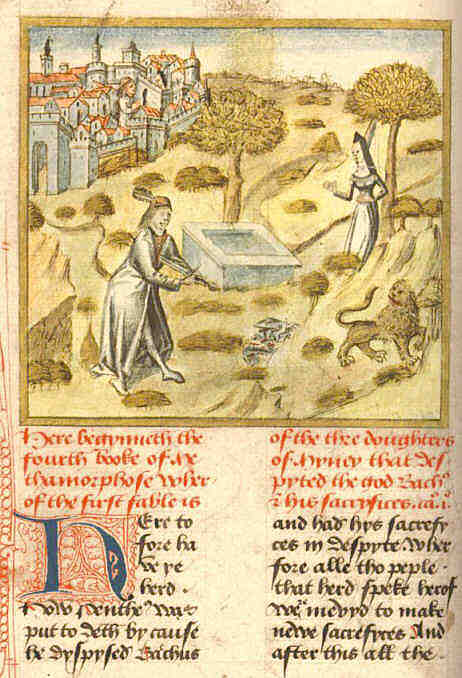
Sida ur en engelsk översättning av Metarmorphoses från 1480.

Metamorfoser (latin: Metamorphoseon libri, "Förvandlingarnas böcker") är den romerske skalden Ovidius mest kända verk. Den är skriven omkring år 8 e kr på hexameter och består av ungefär 250 olika sagor vilka alla har en förvandling, en metamorfos, som ett centralt motiv. En av sagorna handlar om Pyramus och Thisbe, ett par i Babylon, vars olyckliga kärlek sägs delvis ligga till grund för Shakespeares Romeo & Julia. En annan av sagorna handlar om Apollo och Dafne.

## Svenska översättningar
- Ovidii Metamorphoser, översatt av Gudmund Jöran Adlerbeth, 1820
- Metamorfoser, Natur & Kulturs serie Levande litteratur, Urval och svensk tolkning av Erik Bökman, Stockholm 1925
- Metamorfoser. Förvandlingar i femton böcker av Publius Ovidius Naso. I fullständig svensk tolkning av Harry Armini. Bokförlaget Ruin 2013, ISBN 978-91-85191-81-9[2] (första gången utgiven 1969)
- Metamorfoser, tolkning och kommentar av Ingvar Björkeson, inledning av Anders Cullhed, Natur & Kultur, 2015, ISBN 9789127141896